# 保羅·雲希姆斯特
保羅·雲希姆斯特（荷蘭語：Paul van Himst，1943年10月2日—），是一名比利時足球运动员，司职前鋒，退役後擔當領隊，現在已退休，他仍然支持他的老東家安德列治。他的綽號叫Polle Gazon（Polle是保羅在布魯塞爾的方言，Gazon在法語是草坪）因為他往往是對手犯規的目標。1964年，他首次上陣於比利時對荷蘭的國際賽，場中11個球員都來自安德列治隊，直到後來替換守門員的讓·馬利·特拉朋尼爾斯上陣為止。
希姆斯特協助安德列治8度贏得了比利時聯賽冠軍，包括他的第一個職業賽季1959-1960年球季。他共上陣457場（16個賽季），射入233球。然後，他加盟莫倫貝克（另一個布魯塞爾俱樂部）及在1975-76年加盟K.S.C. Eendracht Aalst（當時在乙組）。
1960年至1974年間，“Polle Gazon”為國家隊打進 30球（81場）。這使他連同禾賀夫榮登比利時的最佳射手和第五個出場次數最多的球員。他首場國際賽是於1960年10月19日對瑞典的比賽，他更出席了1970年世界杯。然後希姆斯特更助比利時在1972年歐洲國家盃季軍。他還保持著四次奪取比利時金靴獎的記錄。
希姆斯特還以領隊身份帶領安德列治及國家隊，他更帶領國家隊濟身1994年世界杯決賽週。
2003年11月，為慶祝歐洲足聯的銀禧，他被比利時足球協會推舉進入足球名人堂，並被稱為過去50年的最傑出的球員。
在1981年，他參與了電影《勝利大逃亡》，飾演米契爾·費留。